# Hipocenter
Hipocenter (iz grškega υπόκεντρον, dobesedno pod središčem), je žarišče (fokus) potresa, kjer se sprosti energija, shranjena kot relativni raztezek (oz. kompresija) kamnin. Položaj hipocentra je mogoče bolj ali manj natančno določiti na podlagi meritev seizmičnih valov. Točki na površju, ki leži navpično nad hipocentrom, pravimo epicenter.